# Delfinen II-klass
Delfinen II-klass var en ubåtsklass bestående av tre ubåtar tillhörande den svenska flottan. Ubåtarna byggdes på Kockums Mekaniska Verkstads AB. Ubåtarna levererades 1936-37 och utrangerades 1953.

## Fartyg i klassen
- HMS Delfinen
- HMS Nordkaparen
- HMS Springaren